# Jens Christensen (politiker, 1788-1856)
 For alternative betydninger, se Jens Christensen. (Se også artikler, som begynder med Jens Christensen)
Jens Christensen (8. august 1788 i Voldum i Randers Amt – 24. oktober 1856) var en dansk gårdejer og politiker.
Han var søn af gårdfæster Christen Nielsen (1722-1806) og Ane Cathrine Alexandersdatter. Han gjorde tjeneste som dragon 1810 ff., overtog 1814 fædrenegården og var en udmærket dygtig landmand; især drev han høravl og stort havebrug, havde planteskole af frugttræer og modtog gentagne påskønnelser af Landhusholdningsselskabet. 1848 blev han kongevalgt medlem af den nørrejyske stænderforsamling og siden af den grundlovgivende Rigsforsamling, hvor han var den eneste kongevalgte bonde, og fortsatte i politik 1849-52 som folketingsmand. Han døde 24. oktober 1856.
Christensen ægtede 1815 Kirstine Andersdatter (1791-1866), datter af gårdfæster Anders Rasmussen.